# 13562 Bobeggleton
13562 Bobeggleton este un asteroid din centura principală de asteroizi.

## Descriere
13562 Bobeggleton este un asteroid din centura principală de asteroizi. A fost descoperit pe 28 septembrie 1992 la Kitt Peak National Observatory în cadrul proiectului Spacewatch. Asteroidul prezintă o orbită caracterizată de o semiaxă mare de 3,19 ua, o excentricitate de 0,12 și o înclinație de 1,5° în raport cu ecliptica.